# 優尾龍屬
優尾龍屬（學名：Eucercosaurus，意為「有美好尾巴的蜥蜴」。）是鳥腳下目恐龍的一屬，生存於白堊紀早期的英格蘭。模式種是E. tanyspondylus，化石於1879年發現，並在同年由英國古生物學家哈利·絲萊敘述、命名，目前是一個疑名。優尾龍曾長期經被歸類於甲龍下目，直到2020年，一项研究指出其与丝莱命名的另一种恐龙Syngonosaurus实际上皆是基础禽龙类。